# Svend Bergstein
Svend Bergstein, född 7 juli 1941 på Frederiksberg, död 8 mars 2014, var en dansk officer och politiker, först för Centrum-Demokraterne, därefter för Det Konservative Folkeparti. Han var forskningsminister i Poul Nyrup Rasmussens första regering 1993-1994. Han blev kommendör av Dannebrogsorden  1993 och av Nordstjärneorden 1999.
Bergstein blev premiärlöjtnant i det danska flygvapnet 1971 och avancerade sedan till kaptensgrad (1975), majorsgrad (1980). Han innehade graden som överstelöjtnant 1994-2001. Under 1970- och 80-talen undervisade han på Forsvarsakademiet. Han var ledamot i det danska försvarsdepartementets rådgivnings- och analysgrupp (1988-1993) och blev rikskänd under Gulfkriget 1990-1991, då han var expertkommentator för DR:s TV-Avisen.
Bergstein var under en period partisekreterare för Centrum-Demokraterne. Han utsågs till forskningsminister i januari 1993 och var således den första departementschefen för det då nyupprättade Forsknings- og Teknologiministeriet. Som sådan var han också ordförande av regeringens forsknings- och teknologiutskott samt av EG:s forskningsministerråd. Med den senare fick han således ansvar för bl.a. EUREKA, Cern, Eso och Columbus. Ansvaret för forskningsfrågorna låg tidigare under utbildningsdepartementet. Departementets arbetsfält var luddigt beskrivet som: ”forskningsrådgivning samt forskningsområdet och den teknologiska utvecklingen generellt.” Departementets upprättande fick ett positivt mottagande av bland annat Dansk Industri, medan det från akademiskt och politiskt (främst borgerligt) håll sågs med skepsis. De senare ansåg att departementet främst hade upprättats för att ge Centrum-Demokraterne ett visst antal ministerposter. Som minister föreslog Bergstein bland annat att ett medicinskt bioteknologiskt institut skulle upprättas i Öresundsregionen och tillsatte en kommitté för att utarbeta förslag. Idén fick negativ respons från såväl Socialdemokratiet och Socialistisk Folkeparti och blev inte förverkligat. Likaså blev hans förslag om en lagrevision av regeringens och Folketingets rådgivande organ, Teknologinævnet, ignorerat av forskningsutskottet.
Bergsteins mandatperiod varade endast i ett år och han var missnöjd med att hans departement nedprioriterades samt att kontakten med Folketinget var minimal. Han ersattes tillfälligt av partikamraten Arne Oluf Andersen innan Poul Nyrup Rasmussen lät genomföra en ommöblering av sin regering i februari 1994. Bergstein var därefter Centrum-Demokraternes valstrateg i några få månader innan han lämnade partiet och blev lärare på Forsvarsakademiet (1994-1995). Därefter var han försvarsattaché i Sverige och Finland (1995-1999) och sektionschef på Forsvarsakademiet (1999-2001). Han gick i pension 2001. År 2007 blev han partiordförande för Det Konservative Folkeparti i Köpenhamn.